# Ласко – юмрукът на съдбата
„Ласко – юмрукът на съдбата“ е германско-австрийски приключенски екшън сериал с комедийни елементи.
Продукцията е нещо като европейски вариант на екшън филмите за Шаолин, китайския манастир, където се изучават бойни изкуства. В немската трактовка манастирът се казва „Пугнус деи“ (от лат. pugnus dei – юмрук на съдбата или на Бога). В него младите монаси се молят, работят, помагат на нуждаещите се и тренират бойни изкуства. Най-ярко сред братята в своите умения се отличава Ласко, който е готов винаги да се хвърли срещу опасността, за да помогне на нуждаещите се и застрашените. Негов пръв помощник и приятел е брат Гладий, който обаче не е боец, а учен и набляга повече на книгите и… храната, отколкото на физическите тренировки. Брат Гладий не се впуска сам в опасни ситуации, но винаги докарва нещата дотам, че накрая или него трябва да спасяват, или той трябва да спасява някого. Най-често монасите от манастира са принудени да се бият срещу бойните отряди на могъщата финансово-политическа ложа „Арес“, която се стреми към световно господство и като пореден етап от пътя си към него се домогва до властта във Ватикана. На помощ винаги им идват служителите от полицията или… монасите с техните изключителни физически умения идват на помощ на служителите наполицията. Комедийните моменти във филма са представени основно в лицето на брат Гладий, който в желанието си да помогне, все се забърква в някакви нелепи ситуации, които допълнително се дозаплитат от ироничния му език.

## Основен актьорски състав
| Филмов герой      | Роля                             | Епизоди   | Изпълнител        |
| ----------------- | -------------------------------- | --------- | ----------------- |
| Брат Ласко        | монах боец                       | 1 – 15    | Матис Ландвер     |
| Брат Гладий       | монах учен                       | 1 – 15    | Щефан Бийкър      |
| Брат Магний       | възрастен монах                  | 1 – 7     | Карл Меркац       |
| Абат Патрициус    | игумен                           | 1 – 5     | Буркхарт Дрийст   |
| Брат Квинтий      | монах изменник                   | 1 – 5     | Тим Вилде         |
| София фон Ерлен   | служител на немската полиция     | 1,2,3,5,7 | Зимоне Ханзелман  |
| Ханс Келер        | служител на немската полиция     | 1,2,3,5,7 | Андре Хенике      |
| Абат Георг        | игумен                           | 8 – 15    | Хайо фон Щетен    |
| Послушник Михаел  | млад послушник                   | 8 – 15    | Оливер Бендер     |
| Клариса де Анжело | служител в полицията на Ватикана | 8 – 15    | Юлия-Мария Кьолер |